# Estación de Santo Domingo

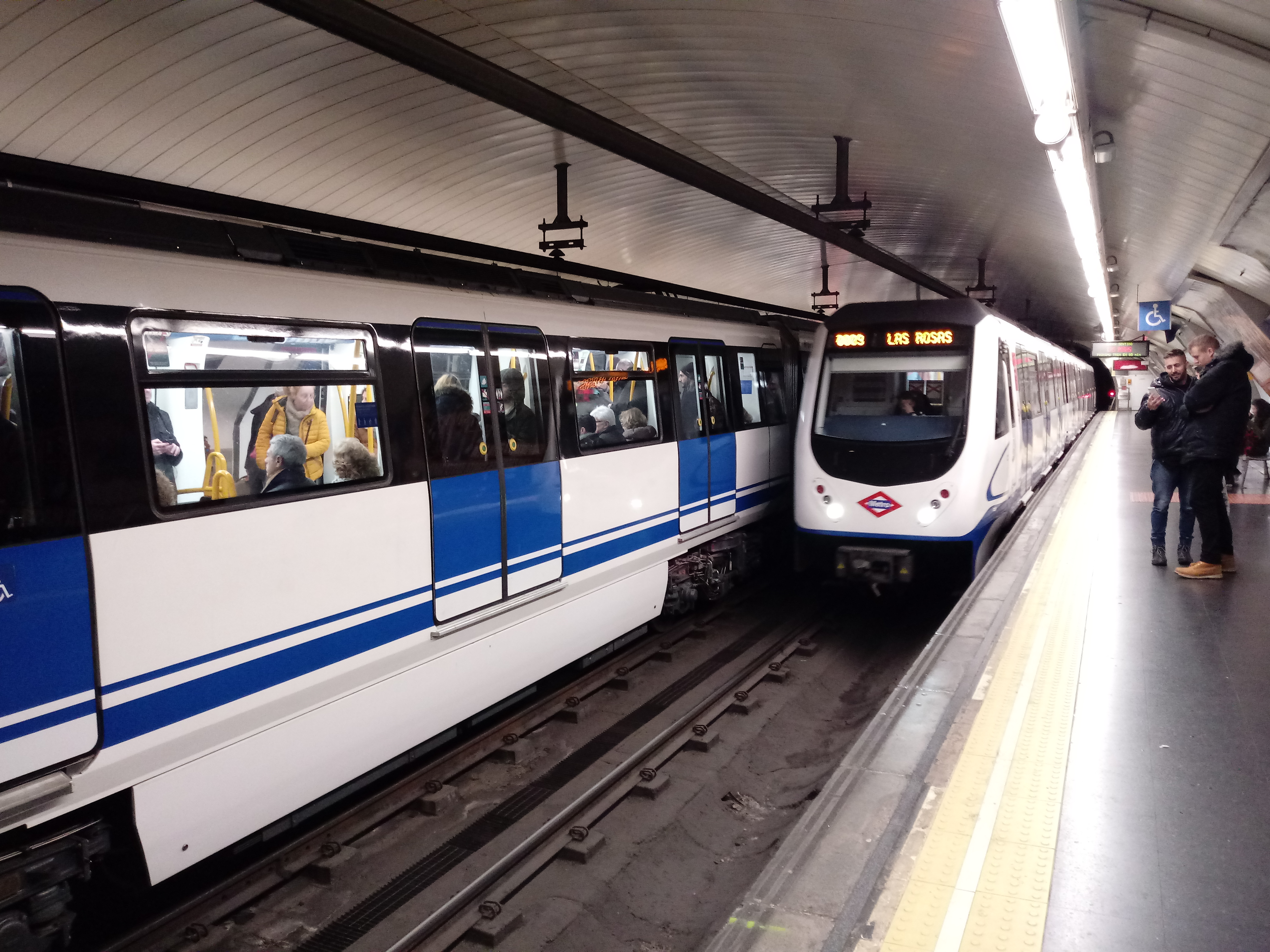
Dos trenes en la estación

Santo Domingo es una estación de la línea 2 del Metro de Madrid situada bajo la calle de San Bernardo, entre la Gran Vía y la Plaza de Santo Domingo (de la que toma el nombre), en el distrito Centro.

## Historia
La estación se inauguró el 21 de octubre de 1925, junto con el segundo tramo de la línea 2 entre Sol y Quevedo.
El 1 de abril de 2017 se eliminó el horario especial de todos los vestíbulos que cerraban a las 21:40 y la inexistencia de personal en dichos vestíbulos

## Accesos
Vestíbulo Santo Domingo

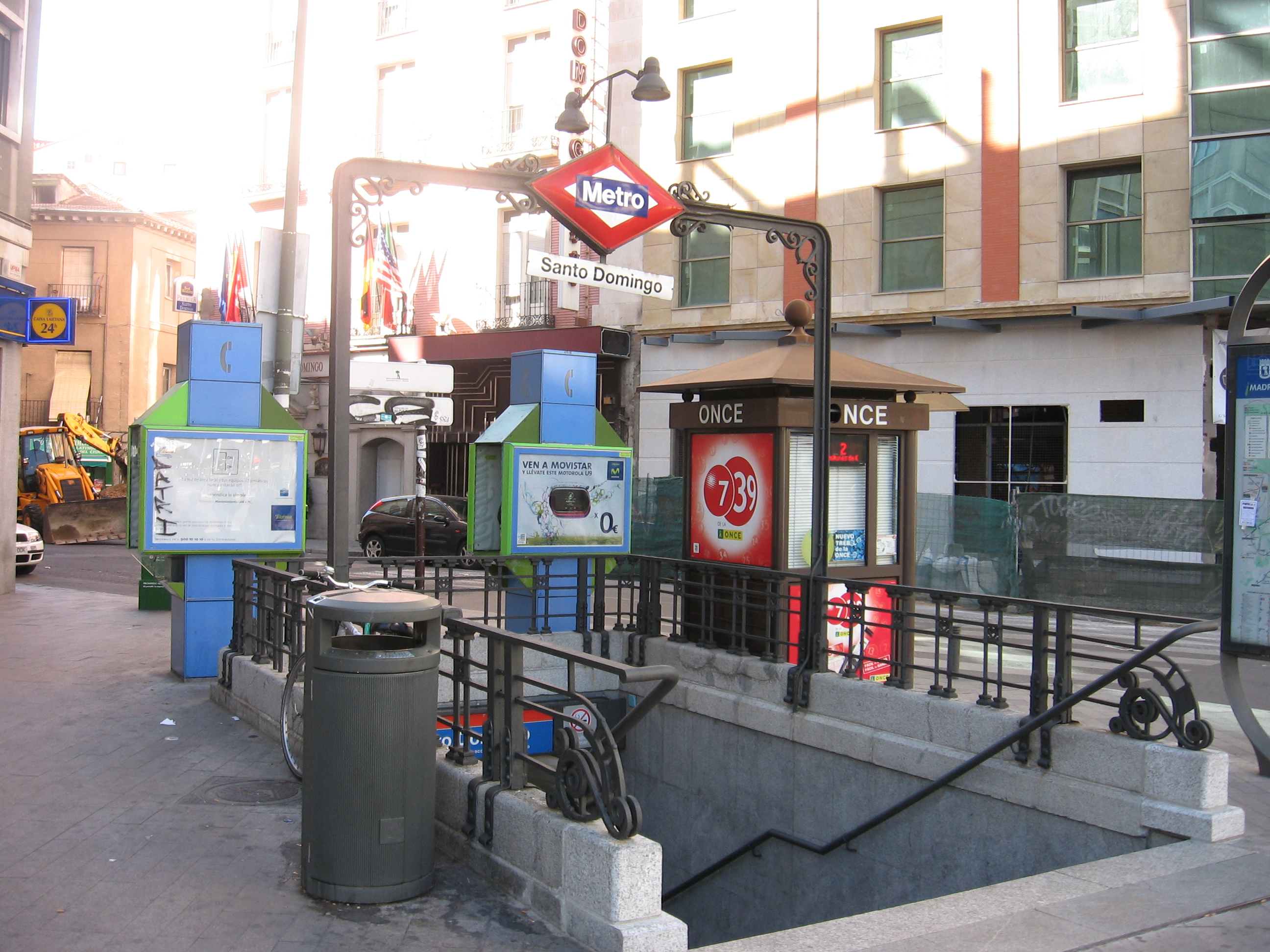
Acceso en la plaza de Santo Domingo

- Santo Domingo Pza. Santo Domingo, 6

Vestíbulo Gran Vía
- Gran Vía C/ Gran Vía, 51 (esquina C/ San Bernardo)

## Líneas y conexiones

### Metro
| << cabecera | < estación | línea | estación > | cabecera >>    |
| ----------- | ---------- | ----- | ---------- | -------------- |
| Las Rosas   | Ópera      |       | Noviciado  | Cuatro Caminos |

### Autobuses
| Diurnos   |                               |                                          |
| Línea     | Destino                       | Parada                                   |
| 1         | Cristo Rey                    | 168 SANTO DOMINGO (Gran Vía, 54)         |
| 2         | Reina Victoria                | 168 SANTO DOMINGO (Gran Vía, 54)         |
| 44        | Marqués de Viana              | 168 SANTO DOMINGO (Gran Vía, 54)         |
| 46        | Moncloa                       | 168 SANTO DOMINGO (Gran Vía, 54)         |
| 74        | Pº Pintor Rosales             | 168 SANTO DOMINGO (Gran Vía, 54)         |
| 75        | Colonia Manzanares            | 168 SANTO DOMINGO (Gran Vía, 54)         |
| 133       | Mirasierra                    | 168 SANTO DOMINGO (Gran Vía, 54)         |
| 147       | Barrio del Pilar              | 168 SANTO DOMINGO (Gran Vía, 54)         |
| 148       | Puente de Vallecas            | 168 SANTO DOMINGO (Gran Vía, 54)         |
| 001       | Moncloa                       | 168 SANTO DOMINGO (Gran Vía, 54)         |
| 1         | Prosperidad                   | 169 SANTO DOMINGO (Gran Vía, 47)         |
| 2         | Manuel Becerra                | 169 SANTO DOMINGO (Gran Vía, 47)         |
| 3         | San Amaro                     | 169 SANTO DOMINGO (Gran Vía, 47)         |
| 46        | Sol / Sevilla                 | 169 SANTO DOMINGO (Gran Vía, 47)         |
| 74        | Parque de las Avenidas        | 169 SANTO DOMINGO (Gran Vía, 47)         |
| 146       | Los Molinos                   | 169 SANTO DOMINGO (Gran Vía, 47)         |
| 001       | Estación de Atocha            | 169 SANTO DOMINGO (Gran Vía, 47)         |
| 3         | Puerta de Toledo              | 1766 SANTO DOMINGO (C/ San Bernardo, 13) |
| 147       | Callao                        | 1766 SANTO DOMINGO (C/ San Bernardo, 13) |
| Nocturnos |                               |                                          |
| Línea     | Destino                       | Parada                                   |
| N16       | La Peseta                     | 168 SANTO DOMINGO                        |
| N18       | Las Águilas                   | 168 SANTO DOMINGO                        |
| N19       | Colonia San Ignacio de Loyola | 168 SANTO DOMINGO                        |
| N20       | Pitis                         | 168 SANTO DOMINGO                        |
| N21       | Arroyo del Fresno             | 168 SANTO DOMINGO                        |
| N16       | Cibeles                       | 169 SANTO DOMINGO                        |
| N18       | Cibeles                       | 169 SANTO DOMINGO                        |
| N19       | Cibeles                       | 169 SANTO DOMINGO                        |
| N20       | Cibeles                       | 169 SANTO DOMINGO                        |
| N21       | Cibeles                       | 169 SANTO DOMINGO                        |